# Go (álbum de Jónsi)
Go es el segundo álbum de estudio del músico islandés Jónsi, guitarrista y vocal de la banda Sigur Rós. El álbum fue lanzado el 5 de abril de 2010, a través de #XL Registros, como álbum descargable a través del sitio oficial. La cuarta pista del álbum, "Boy Llikoi" fue lanzado de manera gratuita en el sitio web de Jónsi, disponible para aquellos suscritos al sitio web.
De acuerdo a una entrada en el sitio oficial de Sigur Rós en el álbum predomina la música acústica junto a arreglos del compositor Nico Muhly. El álbum fue coproducido por Alex Somers, Peter Katis y Jónsi en el verano de 2009, en Reykjavík y Connecticut. El tour que se concentró en América del Norte y Europa tuvo lugar entre abril–mayo del 2010, durante este Jónsi tocó las canciones junto a una presentación cinemática diseñada por 59 Productions.
"Kolniður" fue parte del programa televisivo Mentes Criminales al final del episodio "Lauren" de la sexta temporada, así mismo en el avance del filme Acero. "Around Us" fue incluido en la banda sonora de FIFA 11 y en el tráiler de Karigurashi no Arriety producido por Disney.
"Tornado" fue parte de la banda sonora de la película "Disconnect," en la escena de cierre y durante los créditos.

## Recepción
Go ha recibido mayormente críticas positivas, puntuando un 76/100 en el sitio web de música Metacritic. Las críticas alaban los arreglos musicales precisos y los altos tonos vocales de Jónsi, mientras que los detractores hablan sobre la carencia del álbum de cohesión. El álbum ha alcanzado el número veinte en el Gráfico de Álbumes del Reino Unido, número veintitrés en la Billboard 200 en los Estados Unidos, número seis en el belga (Flanders) Ultratop, número treinta y uno en la Swiss Album Top 100, número setenta y cuatro en el Gráfico de Música italiano y número ochenta y cuatro en el holandés Mega Album Top 100.

## Pistas
1. "Go Do" – 4:41
2. "Animal Arithmetic" – 3:24
3. "Tornado" – 4:15
4. "Boy Lilikoi" – 4:30
5. "Sinking Friendships" – 4:42
6. "Kolniður" – 3:56
7. "Around Us" – 5:18
8. "Grow till Tall" – 5:21
9. "Hengilás" – 4:15

Pista de bonificación japonesa
1. "Sinking Friendships (Acoustic)" – 4:00
2. "Tornado (Acoustic)" – 3:57

## Participantes
- Jón Þór Birgisson – vocals, dechado, guitarra, piano, ukelele, glockenspiel
- Samuli Kosminen – Tambores, percusión, kalimba, arpa
- Nico Muhly – piano, celeste, glockenspiel, arreglo de cuerda, arreglo de latón, arreglo de viento
- Alex Somers – guitarra, piano, celeste, glockenspiel, dechado

### Músicos adicionales
- Hideaki Aomori – Clarinete
- Edward Burns – fagot
- Christa Robinson – oboe, cuerno inglés
- Alexandra Sopp – flautas
- William Lang – bajos trombone
- David Nelson – trombone
- David Byrd-Meollo, Kate Sheeran – cuerno francés
- Caleb Burhans, Courtney Orlando – violín
- Nadia Sirota, John Pickford Richards – viola
- Clarice Jenson, Brian Snow – chelo
- Logan Coale – contrabajo

### Técnicos
- Jón Þór Birgisson @– Escritor, productor
- Alex Sommers @– productor
- Peter Katis @– productor, ingeniero
- Greg Giorgio @– ingeniero ayudante